# Emily De Cesare
Emily De Cesare (Roma, 6 ottobre 1970) è una giornalista e conduttrice televisiva italiana.

## Biografia
Le sue prime apparizioni televisive si sono succedute con la conduzione del programma Disney Club, su Rai 1 nella stagione televisiva 1992-1993. Nel 1994 è passata a condurre il The Lion Trophy Show, sull'allora TMC. Nel 1996 è migrata sul canale musicale Videomusic, fusosi con TMC 2, conducendo Puzzle. Nel nuovo millennio si è dedicata all'attività di reporter, nuovamente sulla Rai, nel programma Crash in onda su Rai Educational e in Codice a Barre per Rai 3. Dal 2013 è una delle inviate della trasmissione di Rai 3 Chi l'ha visto?.